# Andreas Beck (voetballer)
Andreas Beck (Kemerovo, 13 maart 1987) is een in de Sovjet-Unie geboren Duits betaald voetballer die doorgaans als verdediger speelt. Hij verruilde VfB Stuttgart in juli 2019 voor KAS Eupen. Beck debuteerde in februari 2009 in het Duits voetbalelftal.

## Clubcarrière

### VfB Stuttgart
Beck speelde in de jeugd van amateurclubs SVH Königsbronn en DJK-SG Wasseralfingen, alvorens hij in 2000 op veertienjarige leeftijd opgenomen werd in de jeugd van VfB Stuttgart. In 2005 ondertekende de verdediger zijn eerste professionele contract bij de club. Zijn competitiedebuut volgde op 11 februari 2006, toen met 2–1 werd verloren van Arminia Bielefeld. In het seizoen 2006/07 werd Stuttgart kampioen van Duitsland en Beck speelde vier duels tijdens die jaargang. Zijn eerste doelpunt voor de club volgde een jaar later, toen hij verantwoordelijk was voor de enige treffer bij de ontmoeting met Bayer Leverkusen.

### 1899 Hoffenheim
In de zomer van 2008 ging Beck op zoek naar een nieuwe club en hij werd voor circa drie miljoen euro overgenomen door 1899 Hoffenheim. Zijn competitiedebuut voor zijn nieuwe club maakte hij op 16 augustus 2008, toen met 0–3 gewonnen werd van Energie Cottbus. In het seizoen 2010/11 werd hij aangewezen als nieuwe aanvoerder na het vertrek van Per Nilsson naar 1. FC Nürnberg.
In mei 2011 leek Beck te gaan verkassen naar het Italiaanse Juventus FC. De deal kwam uiteindelijk niet rond en hierop verlengde de aanvoerder zijn contract met twee jaar, tot medio 2014. Drie jaar later werd ook deze verbintenis opengebroken en verlengd, nu tot 2017. Beck speelde zeven jaar voor Hoffenheim en speelde in die tijd meer dan 200 competitiewedstrijden. Het sportieve hoogtepunt in die tijd was een zevende plaats in 2008/09, het dieptepunt een zestiende plaats in 2012/13.

### Beşiktaş JK
Beck tekende in juli 2015 een contract tot medio 2018 bij Beşiktaş JK, de nummer drie van Turkije in het voorgaande seizoen. Daarmee werd hij twee jaar op rij Turks landskampioen.

### VfB Stuttgart
In de zomer van 2017 keerde Beck terug naar zijn jeugdclub VfB Stuttgart. Op het einde van zijn tweede seizoen bij de club degradeerden ze naar de 2. Bundesliga.

### KAS Eupen
Toen Beck geen contractverlenging kreeg van VfB Stuttgart, ondertekende hij in juli 2019 een driejarig contract bij de Belgische eersteklasser KAS Eupen. Na drie seizoenen verliet hij de club transfervrij.

## Clubstatistieken
| Seizoen                        | Club             | Competitie       | Competitie | Competitie | Beker | Beker | Internationaal | Internationaal | Totaal | Totaal |
| Seizoen                        | Club             | Competitie       | Wed.       | Dlp.       | Wed.  | Dlp.  | Wed.           | Dlp.           | Wed.   | Dlp.   |
| ------------------------------ | ---------------- | ---------------- | ---------- | ---------- | ----- | ----- | -------------- | -------------- | ------ | ------ |
| 2005/06                        | VfB Stuttgart    | Bundesliga       | 5          | 0          | 0     | 0     | 0              | 0              | 5      | 0      |
| 2005/06                        | VfB Stuttgart II | Regionalliga Süd | 12         | 1          | 0     | 0     | —              | —              | 12     | 1      |
| 2006/07                        | VfB Stuttgart    | Bundesliga       | 4          | 0          | 0     | 0     | 0              | 0              | 4      | 0      |
| 2006/07                        | VfB Stuttgart II | Regionalliga Süd | 11         | 0          | 0     | 0     | —              | —              | 11     | 0      |
| 2007/08                        | VfB Stuttgart    | Bundesliga       | 18         | 1          | 0     | 0     | 2              | 0              | 20     | 1      |
| 2008/09                        | 1899 Hoffenheim  | Bundesliga       | 30         | 0          | 0     | 0     | —              | —              | 30     | 0      |
| 2009/10                        | 1899 Hoffenheim  | Bundesliga       | 25         | 0          | 1     | 0     | —              | —              | 26     | 0      |
| 2010/11                        | 1899 Hoffenheim  | Bundesliga       | 33         | 0          | 4     | 0     | —              | —              | 37     | 0      |
| 2011/12                        | 1899 Hoffenheim  | Bundesliga       | 31         | 1          | 4     | 0     | —              | —              | 35     | 1      |
| 2012/13                        | 1899 Hoffenheim  | Bundesliga       | 31         | 1          | 1     | 0     | —              | —              | 32     | 1      |
| 2013/14                        | 1899 Hoffenheim  | Bundesliga       | 33         | 1          | 4     | 0     | —              | —              | 37     | 1      |
| 2014/15                        | 1899 Hoffenheim  | Bundesliga       | 33         | 0          | 3     | 0     | —              | —              | 36     | 0      |
| 2015/16                        | Beşiktaş JK      | Süper Lig        | 32         | 0          | 4     | 0     | 6              | 0              | 42     | 0      |
| 2016/17                        | Beşiktaş JK      | Süper Lig        | 17         | 0          | 4     | 1     | 8              | 0              | 29     | 1      |
| 2017/18                        | Beşiktaş JK      | Süper Lig        | 3          | 0          | 0     | 0     | 0              | 0              | 3      | 0      |
| 2017/18                        | VfB Stuttgart    | Bundesliga       | 23         | 1          | 2     | 0     | —              | —              | 25     | 1      |
| 2018/19                        | VfB Stuttgart    | Bundesliga       | 24         | 0          | 0     | 0     | —              | —              | 24     | 0      |
| 2019/20                        | KAS Eupen        | Eerste klasse A  | 27         | 1          | 1     | 0     | —              | —              | 28     | 1      |
| 2020/21                        | KAS Eupen        | Eerste klasse A  | 19         | 0          | 1     | 0     | —              | —              | 20     | 0      |
| 2021/22                        | KAS Eupen        | Eerste klasse A  | 31         | 1          | 4     | 0     | —              | —              | 35     | 1      |
| Totaal                         | Totaal           | Totaal           | 442        | 8          | 33    | 1     | 16             | 0              | 491    | 9      |
| Bijgewerkt tem 29 oktober 2021 |                  |                  |            |            |       |       |                |                |        |        |

## Interlandcarrière
Zijn debuut voor het Duits voetbalelftal maakte Beck op 11 februari 2009, toen er met 0–1 verloren werd van Noorwegen. De verdediger begon op de bank en viel tijdens de rust in voor Andreas Hinkel. De andere debutant dit duel was Mesut Özil (Werder Bremen). Een maand later begon Beck voor het eerst in de basis, toen met 4–0 gewonnen werd van Liechtenstein.
In de zomer van 2009 deed Beck met Duitsland -21 mee aan het EK -21 onder leiding van coach Horst Hrubesch. Hij scoorde het enige doelpunt in de halve finale tegen Italië. In de finale werd Engeland met 4–0 verslagen en Beck speelde opnieuw het gehele duel mee.
Beck werd in 2010 door bondscoach Joachim Löw opgenomen in de voorselectie van dertig spelers voor het WK 2010. Uiteindelijk werd de rechtsback de laatste afvaller voor de definitieve selectie, omdat Löw de voorkeur gaf aan Dennis Aogo en Holger Badstuber.
| Interlands van Andreas Beck voor Duitsland | Interlands van Andreas Beck voor Duitsland | Interlands van Andreas Beck voor Duitsland | Interlands van Andreas Beck voor Duitsland | Interlands van Andreas Beck voor Duitsland | Interlands van Andreas Beck voor Duitsland |
| №                                          | Datum                                      | Wedstrijd                                  | Uitslag                                    | Competitie                                 | Goals                                      |
| Als speler van 1899 Hoffenheim             | Als speler van 1899 Hoffenheim             | Als speler van 1899 Hoffenheim             | Als speler van 1899 Hoffenheim             | Als speler van 1899 Hoffenheim             | Als speler van 1899 Hoffenheim             |
| ------------------------------------------ | ------------------------------------------ | ------------------------------------------ | ------------------------------------------ | ------------------------------------------ | ------------------------------------------ |
| 1                                          | 11 februari 2009                           | Duitsland – Noorwegen                      | 0 – 1                                      | Vriendschappelijk                          | 0                                          |
| 2                                          | 28 maart 2009                              | Duitsland – Liechtenstein                  | 4 – 0                                      | WK-kwalificatie                            | 0                                          |
| 3                                          | 1 juni 2009                                | Wales – Duitsland                          | 0 – 2                                      | WK-kwalificatie                            | 0                                          |
| 4                                          | 9 september 2009                           | Duitsland – Azerbeidzjan                   | 4 – 0                                      | WK-kwalificatie                            | 0                                          |
| 5                                          | 14 oktober 2009                            | Duitsland – Finland                        | 1 – 1                                      | WK-kwalificatie                            | 0                                          |
| 6                                          | 18 november 2009                           | Duitsland – Ivoorkust                      | 2 – 2                                      | Vriendschappelijk                          | 0                                          |
| 7                                          | 13 mei 2010                                | Duitsland – Malta                          | 3 – 0                                      | Vriendschappelijk                          | 0                                          |
| 8                                          | 11 augustus 2010                           | Denemarken – Duitsland                     | 2 – 2                                      | Vriendschappelijk                          | 0                                          |
| 9                                          | 17 november 2010                           | Zweden – Duitsland                         | 0 – 0                                      | Vriendschappelijk                          | 0                                          |

Bijgewerkt op 11 november 2014.

## Erelijst
| Competitie            | Aantal        | Jaren            |
| VfB Stuttgart         | VfB Stuttgart | VfB Stuttgart    |
| --------------------- | ------------- | ---------------- |
| Kampioen Bundesliga   | 1x            | 2006/07          |
| Beşiktaş JK           |               |                  |
| Kampioen Süper Lig    | 2x            | 2015/16, 2016/17 |
| Duitsland –21         |               |                  |
| Europees kampioen –21 | 1x            | 2009             |